# Fallout (canción de Bring Me the Horizon y Masked Wolf)
«Fallout» es una canción del rapero australiano Masked Wolf y con la banda de rock británica Bring Me the Horizon. Fue producida por Tyron Hapi y Evil Twin y escrita por Harry Michael, Oliver Sykes, Jordan Fish, Hvdes y Tyron Hapi. Fue lanzado el 1 de abril de 2022 a través de Elektra Records.

## Antecedentes
El 29 de marzo de 2022, Bring Me the Horizon compartió una publicación críptica en su cuenta de TikTok con el título "This is the Fallout" mientras la banda tocaba un fragmento de la canción en el adelanto. Masked Wolf posteó en su página de Instagram con un video defectuoso que revelaría que colaboraría con Bring Me the Horizon en una nueva canción llamada "Fallout" que se lanzaría el 1 de abril de 2022.

## Composición
"Fallout" ha sido descrita por los críticos como una canción de nu metal, rap rock y pop rock. La canción corre a 184 BPM y está en la tonalidad de Re mayor. Tiene una duración de tres minutos y 14 segundos. En declaraciones a Metal Hammer sobre la colaboración, Masked Wolf explicó:

"No he hecho una colaboración que se sintiera oscura; siempre sentí que mi marca tenía ese borde de oscuridad, y estaba esperando la oportunidad adecuada para aparecer. Cuando escuché Fallout, me atrapó de inmediato. El Sentí que estaba destinado a estar entre los escombros, pero aún podía ser sacado, esa es la sensación que me dio... Para mí, está perfectamente estructurado y me da las emociones en las que amo profundizar cuando escribo canciones".

## Video musical
El video musical de "Fallout" se lanzó en YouTube el 11 de abril de 2022.
El video está protagonizado por Masked Wolf, que entra en una habitación llena de computadoras. En uno de los monitores, aparece el líder de Bring Me Horizon, Oliver Sykes, y los dos interpretan la canción juntos.

## Personal
Músicos
- Masked Wolf – voz
- Oliver Sykes — voz invitado

Personal adicional
- Tyron Hapi - productor, compositor
- Evil Twin - productor
- Zack Cervini - mezclador
- Klaus Hill - ingeniero de masterización
- Jordan Fish - compositor
- Hvdes - compositor